# 綠尾雙線䲁
綠尾雙線䲁（學名：Enneapterygius viridicauda），為輻鰭魚綱䲁形目三鰭䲁科雙線䲁屬的一個種，分布於西太平洋印尼海域，深度1至5公尺，體長可達2.3公分，棲息在珊瑚礁，雌魚產附著性卵在藻類築的巢，雄魚會守護卵，幼魚為浮游性，其生活習性不明。